# Antiplanes vinosa
Antiplanes vinosa é uma espécie de gastrópode do gênero Antiplanes, pertencente a família Pseudomelatomidae.